# Boscos sagrats de kayes dels mijikenda
Els boscos sagrats de kayes dels Mijikenda és un bosc sagrat del poble mijikenda, són onze llocs separats entre si al llarg de 200 km de la costa de Kenya on se situen les restes de pobles fortificats anomenats Kaya. Van ser creats al segle xvi i foren abandonats a la dècada de 1940. Estan inscrits en la llista del Patrimoni de la Humanitat de la UNESCO des del 2008.

## Geografia
Més de 50 kaya s'han identificat dins dels districtes de Kwale, Msambweni, Kinango, Kaloleni, Mombasa, Kilifi i Malindi. Mesuren entre 30 i 300 hectàrees cadascú. Es troben dispersos en un tram costaner de 200 quilòmetres, a l'àrea de les planes costaneres del sud de Kenya, entre les ciutats de Mombasa i Kilifi. Mentre que als visitants no se'ls permet entrar, Kaya Kinondo, un bosc de 30 hectàrees a Diani Beach, permet als visitants l'entrada sota els auspicis del Parc Kaya Kinondo d'ecoturisme.